# Centaurea cyanoides
Centaurea cyanoides — вид рослин роду волошка (Centaurea), з родини айстрових (Asteraceae).

## Біоморфологічна характеристика
Однорічна рослина. Листки розсічені; краї листочків зубчасті або пилчасті; прилистки відсутні. Квіточки глибоко сині. Період цвітіння: квітень, травень, березень.

## Середовище проживання
Країни проживання: Кіпр, Ізраїль, Йорданія, Ліван, Сирія.